# Rezerwaty biosfery w Ameryce Południowej
Lista rezerwatów biosfery w Ameryce Południowej:

## Argentyna
- 1980: Park Narodowy San Guillermo
- 1982: Park Narodowy Laguna Blanca
- 1984: Rezerwat biosfery Costero del Sur
- 1986: Rezerwat biosfery Ñacuñán
- 1990: Rezerwat biosfery Laguna de Pozuelos
- 1995: Rezerwat biosfery Yaboti
- 1996: Rezerwat biosfery Mar Chiquita
- 2000: Rezerwat biosfery Delta del Paranà
- 2000: Rezerwat biosfery Riacho Tequito
- 2001: Rezerwat biosfery Laguna Oca del Rio Paraguay
- 2002: Rezerwat biosfery Las Yungas
- 2007: Rezerwat biosfery Andino Norpatagonica
- 2007: Rezerwat biosfery Pereyra Iraola
- 2014: Rezerwat biosfery Valdés
- 2015: Rezerwat biosfery Patagonia Azul

## Boliwia
- 1977: Rezerwat biosfery Pilón-Lajas
- 1977: Rezerwat biosfery Ulla Ulla
- 1986: Rezerwat biosfery Beni

## Brazylia
- 1993: Rezerwat biosfery Mata Atlântica (wraz z São Paulo City Green Belt)
- 1993: Rezerwat biosfery Cerrado
- 2000: Rezerwat biosfery Pantanal
- 2001: Rezerwat biosfery Caatinga
- 2001: Rezerwat biosfery Central Amazon
- 2005: Rezerwat biosfery Espinhaço Range
- 2017: Zielony pas São Paulo

## Chile
- 1977: Fray Jorge
- 1977: Juan Fernández
- 1978: Torres del Paine
- 1979: Laguna San Rafael
- 1981: Lauca
- 1983: Rezerwat biosfery Araucarias
- 1984: Rezerwat biosfery La Campana-Lago Peñuelas
- 2005: Cabo de Hornos
- 2007: Rezerwat biosfery Bosques Templados Lluviosos de los Andes
- 2011: Korytarz biologiczny Nevados de Chillán - Laguna del Laja

## Ekwador
- 1984: Rezerwat biosfery Archipiélago de Colón (Galapagos)
- 1989: Yasuni
- 2000: Rezerwat biosfery Sumaco
- 2007: Rezerwat biosfery Podocarpus-El Condor
- 2013: Rezerwat biosfery Macizo del Cajas
- 2014: Rezerwat biosfery Bosque Seco
- 2018: Rezerwat biosfery Choco Andino de Pichincha

## Kolumbia
- 1979: Rezerwat biosfery Cinturón Andino
- 1979: Rezerwat biosfery El Tuparro
- 1979: Rezerwat biosfery Sierra Nevada de Santa Marta
- 2000: Rezerwat biosfery Ciénaga Grande de Santa Marta
- 2000: Rezerwat biosfery Seaflower

## Paragwaj
- 2000: Rezerwat biosfery Bosque Mbaracayú
- 2005: Rezerwat biosfery El Chaco
- 2017: Rezerwat biosfery Itaipu

## Peru
- 1977: Huascarán
- 1977: Manu
- 1977: Rezerwat biosfery Noroeste
- 2010: Rezerwat biosfery Oxapampa-Ashaninka-Yanesha
- 2016: Rezerwat biosfery Gran Pajatén

## Urugwaj
- 1976: Rezerwat biosfery Bañados del Este
- 2014: Rezerwat biosfery Bioma Pampa-Quebradas del Norte

## Wenezuela
- 1993: Rezerwat biosfery Alto Orinoco-Casiquiare
- 2009: Delta Orinoko